# Silleruds socken
Silleruds socken i Värmland och Dalsland, ingick i Nordmarks härad, ingår sedan 1971 i Årjängs kommun och motsvarar från 2016 Silleruds distrikt.
Socknens areal är 414,18 kvadratkilometer varav 338,51 land. År 2000 fanns här 1 150 invånare. Orten Svensbyn/Sillerud samt sockenkyrkan Silleruds kyrka ligger i socknen. I Silleruds hembygdsgård finns bland annat minnen från missionären Peter Fjellstedt.

## Administrativ historik
Socknen har medeltida ursprung. 1815 införlivades en del av Svanskogs socken som ligger i Dalsland och varit del av Ämmeskogs socken.  
Vid kommunreformen 1862 övergick socknens ansvar för de kyrkliga frågorna till Silleruds församling och för de borgerliga frågorna bildades Silleruds landskommun. Landskommunen uppgick 1971 i Årjängs kommun.
1 januari 2016 inrättades distriktet Sillerud, med samma omfattning som församlingen hade 1999/2000.  
Socknen har tillhört län, fögderier, tingslag och domsagor enligt vad som beskrivs i artikeln Nordmarks härad. De indelta soldaterna tillhörde Värmlands regemente, Nordmarks kompani.

## Geografi
Silleruds socken ligger sydost om Årjäng med Järnsjön i väster, Västra Silen i sydväst Östra Silen i söder och Stora Bör i öster. Socknen har odlingsbygd vid Östra Silen och är i övrigt en kuperad sjörik skogsbygd med höjder som når över 300 meter över havet.
Genom socknen, i öst-västlig riktning löper E18 och här ligger Glaskogens naturreservat.
I närheten av byn Myrås växer den fridlysta Erstatallen.
I byn Långelanda låg Nordmarks härads tingsplats.

## Fornlämningar
Från stenåldern finns boplatser och tolv hällkistor. Från bronsåldern finns spridda gravrösen. Från järnåldern finns fyra gravfält.

## Namnet
Namnet skrevs 1583 Sillarudz och kommer troligen från en gård vid kyrkan. Efterleden är rud, 'röjning'. Förleden innehåller sjönamnet Silen som har oklar tolkning.

## Personer från bygden
I ett torp i den del av socknen som ligger på Dalboredden föddes år 1802 den blivande teologen och missionsivraren Peter Fjellstedt. Fjellstedts minne bevaras i socknen, bl.a. genom den årligen återkommande Fjellstedtsfesten. På Fjellstedts födelseplats i Fjällane finns en minnessten där friluftsgudstjänster hålls ibland.
USA:s president George W Bushs anfader Måns Andersson hade vid tiden för den svenska kolonin Nya Sverige en tobaksodling vid namn Silleryd. Detta har föranlett forskarna att tro att Måns Andersson ursprungligen kom från Silleruds socken. George W Bush skulle därmed ha sina rötter i denna trakt. Den gamla kyrkan brann ned vid en häftig brand 1662 varvid alla kyrkböcker brann upp däribland Måns Anderssons uppgifter. Det man säkert vet är att Måns Andersson klev på båten Calmar Nyckel i Göteborg för vidare färd mot Amerika.

## Befolkningsutveckling
| Befolkningsutvecklingen i Silleruds socken 1750–1990                                                     | Befolkningsutvecklingen i Silleruds socken 1750–1990 | Befolkningsutvecklingen i Silleruds socken 1750–1990 | Befolkningsutvecklingen i Silleruds socken 1750–1990 | Befolkningsutvecklingen i Silleruds socken 1750–1990 |
| --- | ---------------------------------------------------- | ---------------------------------------------------- | ---------------------------------------------------- | ---------------------------------------------------- |
| |                                                      |                                                      |                                                      |                                                      |
| År |                                                      |                                                      | Folkmängd                                            |                                                      |
| 1750 | 1750                                                 |                                                      | 1 936                                                |                                                      |
| 1760 | 1760                                                 |                                                      | 2 149                                                |                                                      |
| 1769 | 1769                                                 |                                                      | 2 228                                                |                                                      |
| 1780 | 1780                                                 |                                                      | 2 217                                                |                                                      |
| 1790 | 1790                                                 |                                                      | 2 334                                                |                                                      |
| 1810 | 1810                                                 |                                                      | 2 280                                                |                                                      |
| 1820 | 1820                                                 |                                                      | 2 603                                                |                                                      |
| 1830 | 1830                                                 |                                                      | 3 225                                                |                                                      |
| 1840 | 1840                                                 |                                                      | 3 685                                                |                                                      |
| 1850 | 1850                                                 |                                                      | 4 086                                                |                                                      |
| 1860 | 1860                                                 |                                                      | 4 466                                                |                                                      |
| 1870 | 1870                                                 |                                                      | 4 502                                                |                                                      |
| 1880 | 1880                                                 |                                                      | 4 489                                                |                                                      |
| 1890 | 1890                                                 |                                                      | 4 093                                                |                                                      |
| 1900 | 1900                                                 |                                                      | 3 896                                                |                                                      |
| 1910 | 1910                                                 |                                                      | 3 235                                                |                                                      |
| 1920 | 1920                                                 |                                                      | 2 897                                                |                                                      |
| 1930 | 1930                                                 |                                                      | 2 801                                                |                                                      |
| 1940 | 1940                                                 |                                                      | 2 548                                                |                                                      |
| 1950 | 1950                                                 |                                                      | 2 303                                                |                                                      |
| 1960 | 1960                                                 |                                                      | 1 817                                                |                                                      |
| 1970 | 1970                                                 |                                                      | 1 465                                                |                                                      |
| 1980 | 1980                                                 |                                                      | 1 239                                                |                                                      |
| 1990 | 1990                                                 |                                                      | 1 211                                                |                                                      |
| Anm: Källor: Umeå universitet - Tabellverket 1749-1859, Demografiska databasen, CEDAR, Umeå universitet. |                                                      |                                                      |                                                      |                                                      |